# エミリアンヌ
『 エミリアンヌ 』（ 原題： Emilienne ）は、1975年のフランス映画。原作はクロード・デゾルブの同名小説。
DVDでのタイトルは『背徳の貴婦人 エミリエンヌ』。

## キャスト
- エミリアンヌ：ベティ・マルス（フランス語版）
- ヌーキー：ナタリー・ゲラン
- クロード：ピエール・ウードリー
- マルク・アリシュ